# NGC 441
NGC 441 je galaksija u zviježđu Kipar.

## Vanjske poveznice
- SEDS: NGC 441